# 연제도서관
연제도서관은 부산광역시 연제구에 있는 도서관이다.

## 연혁
- 2014년 7월 17일 개관

식당이 없다